# Scaphochlamys laxa
Scaphochlamys cordata là một loài thực vật có hoa trong họ Gừng. Loài này được Yen Yen Sam và Leng Guan Saw mô tả khoa học đầu tiên năm 2005.

## Mẫu định danh
Mẫu định danh: Sam & Apok FRI 49136; thu thập ngày 9 tháng 3 năm 2005 tại Khu bảo tồn rừng Jengai, huyện Dungun, bang Terengganu, Malaysia. Holotype lưu giữ tại Viện Nghiên cứu Rừng Malaysia (KEP, Kepong, Selangor, Malaysia), các isotype lưu giữ tại Trung tâm Nghiên cứu Rừng (SAN, Sandakan, Sabah, Malaysia) và Vườn Thực vật Singapore (SING).

## Từ nguyên
Tính từ định danh laxa là tiếng Latinh (giống đực: laxus, giống trung: laxum) nghĩa là lỏng lẻo, ở đây là để nói tới đặc điểm các lá bắc sắp xếp rất lỏng lẻo trên cán hoa của loài này.

## Phân bố
Loài này có trên dãy núi Timur chạy qua các bang Terengganu và Pahang, Malaysia bán đảo. Môi trường sống là rừng khộp (Dipterocarpaceae) vùng đất thấp, trên các địa hình nhấp nhô và sườn dốc, ở cao độ khoảng 54 – 130 m. Có thể tìm thấy nó trên các sống đất nhô cao, thường mọc tại những nơi nhiều bóng râm.

## Mô tả
Địa thực vật thân thảo, thân rễ bò ngang trên mặt đất. Các chồi lá mọc thẳng, cao 30–40 cm, màu đỏ khi non, cách nhau 1–3 cm, 1 lá mỗi chồi. Bẹ không phiến lá 3, màu đỏ, có sống theo chiều dọc, bẹ lớn nhất 7-13,5 cm. Bẹ lá 3,8-4,5 cm, lưỡi bẹ 2 thùy, các thùy không rõ nét. Cuống lá dài 13–36 cm, tiết diện có rãnh, màu đỏ khi non. Phiến lá hình elip hay hình trứng rất rộng, 13-22 × 10,5–14 cm, đỉnh có mũi nhọn, đáy hơi men xuống trên cuống lá, không hình nêm, mép có lông rung, gân thứ cấp hơi nổi ở mặt trên của lá, màu xanh lục sẫm, đôi khi với các dải màu trắng chạy giữa gân giữa và mép lá; mặt dưới của lá màu xanh lục nhạt, màu đỏ khi non. Cụm hoa dài 15–33 cm. Cuống cụm hoa 9–12 cm, màu đỏ khi non; cán hoa 2,5–11 cm. Lá bắc (2-4-)5-10, sắp xếp xoắn ốc, lỏng lẻo, cách nhau 0,4–2 cm, màu xanh lục sẫm, hình thìa, hình elip rộng khi dẹt, 17-25 × 8–16 mm, đỉnh nhọn, phần xa uốn ngược, mép có lông khi non. Lá bắc con nhỏ hơn lá bắc, 5-7 × 4,5–6 mm, có lông về phía đỉnh, lá bắc con thứ nhất bao quanh các lá bắc con kế tiếp và hoa. Hoa trên 20 mỗi lá bắc, nhỏ, màu trắng trừ đài hoa. Đài hoa hình ống, 6-7 × ~2 mm, màu ánh đỏ, đỉnh 2 thùy, chẻ 3–4 mm từ đỉnh ở một bên. Ống tràng 13–17 mm. Thùy tràng lưng hình mũi mác, 8-13 × 3–4 mm, mép cụp trong, đỉnh có nắp và nhọn, màu vàng nhạt. Các thùy tràng bên hình mũi mác hẹp với mép cuốn trong, 7-11 × 2–3 mm, đỉnh có nắp và nhọn. Nhị lép bên thuôn dài, 9-11,5 × 1–3 mm, đỉnh tù, có nhú trên mặt gần trục, màu vàng nhật về phía đỉnh. Cánh môi có lông, 11,5-22 × 10–20 mm, 2 thùy, có nhú ở mặt trên, các thùy 5,5-7 × 6–7 mm, khe ~6 mm từ đỉnh, quăn, dải giữa màu vàng với các sọc tía ở hai bên. Chỉ nhị dài 2,5–3 mm, một số với vết màu tía. Mô vỏ bao phấn dài 2-2,5 mm. Mào bao phấn 0,5-1 × 2,5–3 mm, đỉnh 3 thùy, uốn ngược mạnh. Đầu nhụy rộng ~1 mm, hình chén, có nhú màu nâu che phủ. Tuyến trên bầu 2, thẳng, ~4 mm, màu vàng. Bầu nhụy dài ~2 mm, 3 ngăn.
S. laxa là độc đáo trong chi Scaphochlamys ở chỗ nó có phiến lá hình elip hay hình trứng rất rộng. Loài này tương tự như S. cordata nhưng khác với S. cordata ở chỗ có cuống lá ngắn hơn (13–29 cm so với 31–36 cm), tiết diện có rãnh so với thuôn tròn ở S. cordata, các lá hình elip hay hình trứng rất rộng. Các khác biệt khác bao gồm hoa to hơn, mào bao phấn 3 thùy và uốn ngược ở S. laxa.